# Al Moulin Rouge
Al Moulin Rouge è un dipinto del pittore francese Henri de Toulouse-Lautrec, realizzato nel 1892-93 e conservato all'Art Institute di Chicago.

## Descrizione

### Luci ed ombre di Montmartre
Quando Toulouse-Lautrec giunse a Parigi, nel 1882, la grande stagione dell'Impressionismo era ormai tramontata. Se l'Impressionismo aveva potuto tanto, grazie al fondamentale contributo di artisti come Monet o Renoir che avevano restituito nelle loro tele l'abbacinante luminosità delle visioni en plein air, Toulouse-Lautrec sapeva che occorreva andare oltre, e lo fece inseguendo non la luce delle campagne francesi, bensì le ombre della città, a Montmartre.
Alla fine del XIX secolo Montmartre aveva consolidato il proprio aspetto festaiolo e gaudente con l'apertura di innumerevoli cabaret, circhi, café-chantants, locali notturni e case di tolleranza. In questo sobborgo brioso e incontenibile, dunque, si consumavano eccitanti stravaganze sessuali e notti folli e lussuriose dove l'alcol scorreva a fiumi, al ritmo indiavolato di danze come il can-can o lo chahut: erano moltissimi i parigini che, varcando le soglie di questa «zona franca», si lasciavano trascinare nella vorticosità di questo quartiere dove «tutto gira, gira, gira ... tutto danza, danza, danza», per citare le parole di un'operetta di Offenbach, e dove i continui stimoli edonistici erano talmente vigorosi da giustificare la sospensione, anche se per una sola notte, degli ipocriti costumi borghesi.
Di Montmartre, tuttavia, Toulouse-Lautrec esplorò non solo le luci, ma anche le ombre: come osservato dai critici Giorgio Cricco e Francesco di Teodoro, «i lustrini dei cabaret e le luci delle ribalte spesso nascondevano un'umanità dolente e sfruttata», siccome «la vita notturna dei locali alla moda [...] è anche quello dei lenoni, delle ballerine che all'occasione si trasformano anche in prostitute, dei personaggi equivoci, dei ricchi borghesi alla ricerca di avventure a pagamento, di esseri soli che restano tali anche in mezzo alle danze vorticose, alle risate e alla musica assordante».

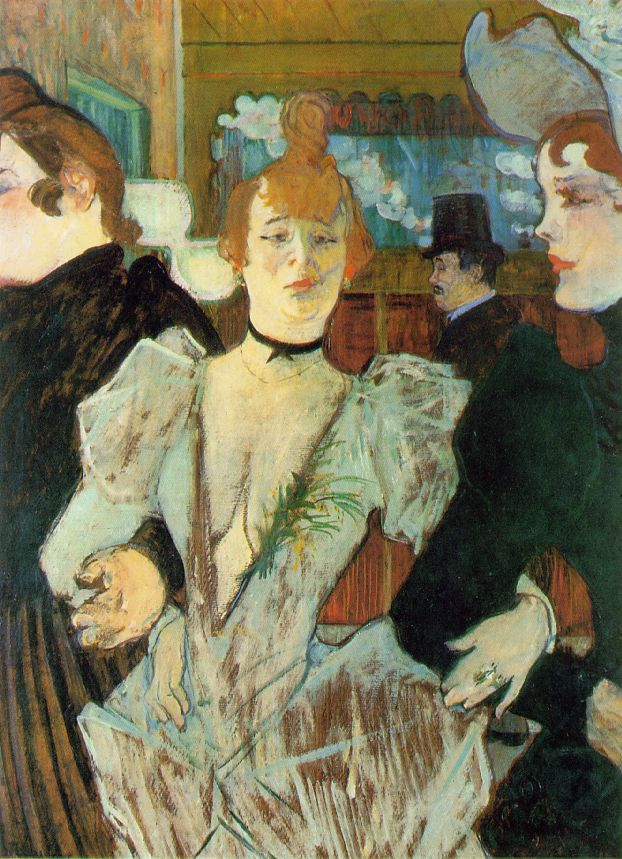
Henri de-Toulouse Lautrec, La Goulue entra al Moulin Rouge (1892); olio su cartone, 79,4×59 cm, Museum of Modern Art, New York

### Toulouse-Lautrec e il suo dipinto
Al Moulin Rouge è, insieme a Ballo al Moulin Rouge, il risultato culminante di tutta la serie di ricerche condotte da Toulouse-Lautrec sulla vita dei locali di Montmartre. A essere raffigurato, come suggerisce il titolo, è proprio il promemoir del Moulin Rouge, celebre locale notturno aperto nel 1889 e particolarmente amato dai parigini e frequentato, per questo motivo, da una vasta umanità. Toulouse-Lautrec era particolarmente affascinato dalla comédie humaine che gravitava intorno al Moulin Rouge e, con questo dipinto, ha afferrato la rapinosità di un attimo notturno di questo locale trasgressivo, cogliendolo in tutta la sua verità istantanea. La stessa inquadratura dà il senso di una visione improvvisa e casuale: si notano, in tal senso, evidenti debiti nei confronti de L'assenzio di Edgar Degas. Tangenze tecniche con la pittura impressionista si riscontrano anche nella tessitura luministica e cromatica del dipinto, individuato da pennellate rapide e sciolte e da colori accesi e uniformi. 
Una balaustra taglia trasversalmente la composizione. A destra si affaccia una donna dalla capigliatura bionda, dalle labbra carnose e vistosamente scarlatte e dal volto ombreggiato di verde (si ricordino a tal proposito le ombre colorate, altro palese prestito impressionista): la sua presenza sulla tela è fugace, come se da un momento all'altro ella potesse sottrarsi agli occhi dello spettatore e scomparire. L'identificazione degli altri personaggi che popolano questa tela è risultata abbastanza agevole. Partendo da sinistra troviamo un tavolo attorno al quale sono accerchiati il critico Edouard Dujardin, il fotografo Paul Sescau e il pittore Maurice Guibert con le relativi accompagnatrici a pagamento: la ballerina spagnola Macarona, vista frontalmente, ha il volto pesantemente truccato, a tal punto da sembrare una maschera grottesca e volgare, ed è affiancata da Jane Avril, incorniciata da capelli che fiammeggiano di un bell'arancione, colore indiscriminatamente correlato al meretricio in virtù di una soffocante uniformità che investiva tutte le filles de maison. Dietro quest'improbabile tavolata troviamo una presenza familiare: sul retro del promemoir, infatti, Toulouse-Lautrec raffigura proprio sé stesso in bombetta con il cugino Gabriel de Céleyran, decisamente più alto di lui (l'artista, non a caso, era affetto da una malattia con sintomatologie non dissimili dal nanismo). Ancora a destra troviamo altre due stelle del Moulin Rouge: Môme Fromage, dalle proverbiali pose baldanzose ed esuberanti, e la Goulue [Ingorda], così soprannominata per via del suo insaziabile appetito, che si sta aggiustando i capelli.
In quest'atmosfera, inquinata dall'acre odore del tabacco e dall'aroma dell'assenzio, i personaggi si presentano in maniera ambivalente: la tavolata di destra sembra infatti coinvolta in una chiacchierata che appare abbastanza animosa, nonostante la stanchezza che aleggia sui loro volti (dopotutto l'ora si è fatta tarda, e Toulouse-Lautrec è maestro quando si tratta di cogliere il fascino decadente delle notti di Parigi). Gli altri personaggi, al contrario, sono chiusi in un isolamento disturbante e quasi surreale: nessuno parla, nessuno ride o piange, tutti gli sguardi sono smorti e divergenti: anche in un tempio del divertimento come il Moulin Rouge, dunque, è possibile trovare momenti di tristezza e di emaciata solitudine, proprio come ha fatto Toulouse-Lautrec con il suo pennello, e come si è avuto modo di ribadire alla fine del paragrafo Luci ed ombre di Montmartre.